# Władysław Jastrzębiec-Zalewski
Władysław Jastrzębiec-Zalewski (ur. 1877, zm. ?) – polski poeta, dramatopisarz, nowelista, krytyk.
Znany głównie z repertuaru komediowego. Jego utwory dwukrotnie znalazły się na liście Najlepszych Sztuk Teatralnych Plays Culture Site.
Od końca XIX wieku mieszkał w Warszawie. Na początku XX wieku zawodowo pracował w konsulacie austriackim.

## Twórczość
Zbiory wierszy:
- 1902 – Skrzydła wichrowe (1 seria)
- 1907 – Pieśń Ormuzda (2 seria)
- 1910 – Ku gwiazdom. Poezyi seria 3
- 1913 – Duszom w locie. 4 serya poezyi
- 1935 – tekst piosenki/-nek do filmu Nie miała baba kłopotu

Sztuki teatralne:
- 1903 – Moloch
- 1907 – Syzyfowe potomstwo
- 1908 – Umierające perły
- 1924 – Gobelin. Krotochwila w 3 aktach
- 1924 – Wabik: (Maskota). Krotochwila w 3 aktach
- 1928 – Premiowana piękność
- 1930 – Czworo ludzi w czterech ścianach
- 1931 – Burza w szklance wody
- 1934 – Fabryka humoru
- ? – Moloch
- ? – Podjazd nieprzyjacielski
- ? – Redukcja
- ? – Serca za drutem kolczastym
- ? – Struś
- ? – Lancet